# Aaron Simeon Spira-Wedeles
Aaron Simeon Spira-Wedeles (1599 Praha – 3. prosince 1679 Praha) byl český rabín, řečník a teolog, který asi od poloviny 17. století až do své smrti působil jako vrchní pražský rabín. Je pochován na Starém židovském hřbitově v Praze. Byl následovníkem rabbího Löwa a Kli Jakara.

## Životopis
Narodil se v pražském židovském ghettu, součásti Starého Města Pražského. Po absolvování adekvátního vzdělání dosáhl rabínské pozice. Roku 1640 získal úřad vrchního pražského rabína, jakožto první, který byl oficiálně v této pozici potvrzen. 
Byl odsouzen a na dva roky byl uvězněn na základě křivého obvinění z podněcování k zabití pokřtěného dítěte. Po zaplacení 8000 zlatých nakonec získal od císaře Leopolda I. osvobozující listinu. 
Zemřel 3. prosince 1679 v Praze ve věku 80 let na mor během velké morové epidemie v českých zemích. Pohřben byl na starém židovském hřbitově v Praze, jeho sarkofág ukazuje znázornění výjevů ze soudního procesu.
Jeho syn Benjamin Wolf Spira (1640–1715) se posléze rovněž stal vrchním pražským rabínem.